# Pterygogramma hallami
Pterygogramma hallami is een vliesvleugelig insect uit de familie Trichogrammatidae. De wetenschappelijke naam is voor het eerst geldig gepubliceerd in 1920 door Girault.